# ملعب كويكونغ
ملعب كويكونغ (بالإنجليزية: Kouekong Stadium)‏ هو ملعب متعدد الأغراض يقع في كويكونغ، إحدى ضواحي بافوسام، الكاميرون. يتم استخدامه في الغالب لمباريات كرة القدم وبه أيضًا مرافق لألعاب القوى. الملعب يتسع لـ 20 ألف شخص. تم بنائه في عام 2015 وافتتح في 30 أبريل 2016. كما سيستضيف بعض المباريات خلال كأس الأمم الأفريقية 2021.